# 周咏曾
周咏曾（1909年—1986年），男，江苏山阳人，中国棉花栽培专家、政治人物，曾任中国农工民主党中央委员会常务委员，湖北省政协副主席，第四届全国人大代表，第五届全国政协委员。